# Revolver (deutsche Band)
Revolver ist eine deutsche Hardrock-Band aus Franken, die 1980 gegründet wurde. Zur Band gehörten die afroamerikanische Sängerin Mary B. Thompson, Dieter Roth, Jürgen Kühnlein (beide Gitarre), Ludwig Fellinger (Bass), Friedel Amon (Keyboard) und Wilfried Schneiker (Schlagzeug). Die Band fiel besonders durch ihre speziell angefertigten, revolverförmigen Gitarren auf.

## Geschichte
Sie spielten beim World Popular Song Festival 1981 in der Budokan-Hall von Tokio. Beim Debütalbum First Shot (1982) saß Scorpions-Produzent Dieter Dierks an den Reglern, Don Dokken sang die Backing Vocals.
Revolver tourten durch Japan und begleiteten Ozzy Osbourne auf dessen Europa-Tournee 1982, danach verließ Sängerin Thompson die Band. Unter dem Namen Raindancer erschien 1984 ein weiteres Album (Little Bit Confused), Gitarrist Dieter Roth brachte danach noch einige Soloalben heraus. Revolver kamen 1994 für einige Auftritte wieder zusammen, mit Uwe Gaasch als Sänger und Evert Fraterman am Schlagzeug. Die Band ist auch heute noch aktiv mit Joachim Leyh am Schlagzeug und Igl Schönwitz am Bass, verstärkt durch Klaus Wangorsch/Sebastian Strempel (Trompete und Flügelhorn), Gerhard Caesar (Saxophone und Querflöte) und Udo Schwendler (Posaune, Saxophone, Querflöte)  und gibt Konzerte in Deutschland.

## Diskografie
- 1982: First Shot
- 1984: Little Bit Confused (unter dem Bandnamen Raindancer)